# Dan Lilker
Dan Lilker (New York, 18 ottobre 1964) è un bassista statunitense che ha militato in band thrash metal come i Nuclear Assault da lui fondati, negli Anthrax fondati insieme a Scott Ian, negli Stormtroopers of Death e nel gruppo grindcore Brutal Truth, anche questi fondati da lui.

## Discografia
Con i Nuclear Assault 
- 1985 - Back With Vengeance (demo)
- 1986 - Live, Suffer, Die (demo)
- 1986 - Brain Death (EP)
- 1986 - Game Over
- 1986 - The Plague (EP)
- 1988 - Fight to Be Free (singolo)

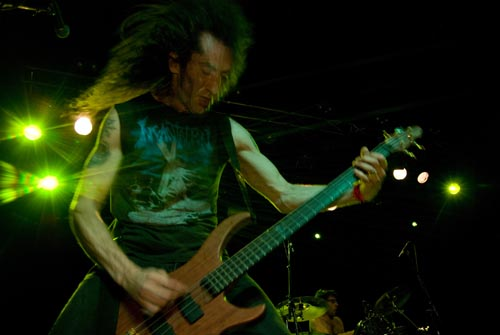
Dan Lilker, 2007

- 1988 - Good Times, Bad Times (singolo)
- 1988 - Survive
- 1989 - Critical Mass (singolo)
- 1989 - Handle with Care
- 1990 - Handle with Care - European Tour '89 (album dal vivo)
- 1990 - F Natural (Wake Up)/Sad to Be Alone (split)
- 1991 - Radiation Sickness (video)
- 1991 - Out of Order (Nuclear Assault)
- 1992 - Live at the Hammersmith Odeon (album dal vivo)
- 2003 - Alive Again (album dal vivo)
- 2005 - Third World Genocide
- 2006 - Louder Harder Faster (video)
- 2011 - Metal Merchants Festival 01-29-11 Oslo, Norway (video)
- 2013 - Live Off the Board at CBGB 1986 (album dal vivo)
- 2013 - Hang The Pope (singolo)
- 2013 - Fashion Junkie (singolo)
- 2013 - Price of Freedom (singolo)
- 2013 - Sign in Blood (singolo)
- 2013 - Preaching to the Deaf (singolo)
- 2014 - Live At Roskilde Festival June 27, 1992 (Official Bootleg) (album dal vivo)
- 2014 - Live at CBGB's (album dal vivo)
- 2015 - Pounder (EP)
- 2016 - Live in Vienna, Austria (album dal vivo)
- 2016 - Live in Ljubljana, Slovenia (album dal vivo)
- 2016 - Live in Barcelona, Spain (album dal vivo)
- 2016 - Live in Dunaujvaros, Hungary (album dal vivo)
- 2016 - Live in Rome, Italy (album dal vivo)
- 2016 - Live in Clisson, France (album dal vivo)
- 2016 - Live in Ballingen, Germany (album dal vivo)
- 2016 - Live in Viveiro, Spain (album dal vivo)
- 2016 - Live in Wacken, Germany (album dal vivo)
- 2016 - Live in Vienna, Austria (album dal vivo)

 con gli Anthrax 
- 1982 - First Demo (demo)
- 1983 - Second Demo (demo)
- 1983 - Soldiers of Metal (singolo)
- 1984 - Fistful of Metal
- 1985 - Armed and Dangerous (EP)
- 1985 - Megaforce Worldwide - Volume One (split)

 Con i Brutal Truth 
- 1990 - The Birth of Ignorance (demo)
- 1991 - Demo (demo)
- 1992 - Ill Neglect (EP)
- 1992 - Perpetual Conversion (EP)
- 1992 - Extreme Conditions Demand Extreme Responses
- 1994 - Need to Control
- 1996 - Godplayer (single)
- 1996 - Machine Parts +4 (EP)
- 1996 - Spazz / Brutal Truth (split)
- 1996 - Kill Trend Suicide (EP)
- 1996 - How-++-Harry Lauders Walking Stick Tree / Zodiac (split con i Melvins)
- 1997 - Brutal Truth / Rupture (split)
- 1997 - Brutal Truth / Converge (split)
- 1997 - Sounds of the Animal Kingdom
- 1999 - Brutal Truth / Violent Society (split)
- 1999 - Goodbye Cruel World! (compilation)
- 2000 - For Drug Crazed Grindfreaks Only! (EP)
- 2007 - Table for Two (split)
- 2007 - Brutal Truth/Narcosis/Total Fucking Destruction (split)
- 2008 - Round Two (EP)
- 2009 - Evolution Through Revolution
- 2009 - For the Ugly and Unwanted - This Is Grindcore (video)
- 2009 - First United Meth Church (split con i Blood Duster)
- 2009 - Evolution in One Take: For Grindfreaks Only! Volume 2 (album dal vivo)
- 2011 - Decibel Flexi Series (singolo)
- 2011 - End Time
- 2013 - The Axiom of Post Inhumanity (split con i Bastard Noise)
- 2014 - Brutal Truth plays R.Piotrowicz "Doors Open" (singolo)

 Con i Stormtroopers of Death 
- 1985 - Speak English or Die
- 1992 - Live at Budokan (album dal vivo)
- 1999 - Bigger Than the Devil
- 1992 - Seasoning The Obese (singolo)
- 1992 - 20 Years Of Dysfunction (video/album dal vivo)
- 2000 - Kill Yourself: The Movie (video)
- 2002 - Speak English Or Live (video)
- 2007 - Rise of the Infidels (EP)
- 2002 - Live at the Fenix (video)
- 2011 - Crab Society North (compilation/demo)

 Con i Venomous Concept 
- 2008 - Blood Duster/Venomous Concept (split)
- 2008 - Poisoned Apple
- 2016 - Kick Me Silly - VC III

 Con i Blurring (con il nome Balth) 
- 2013 - Live at Feeder (demo)
- 2014 - Rat Bait (EP)
- 2015 - Blurring

 Con i Crucifist 
- 2005 - Rehearsal Demo (demo)
- 2009 - Demon-Haunted World

 con gli Evil Wrath 
- 2010 - Anti-Human Legion (EP)
- 2011 - Evil Wrath/Monarque (split)

 Con i NunFuckRitual 
- 2011 - In Bondage to the Serpent

 Collaborazioni 
- 1989 - Harter Attack - Human Hell (basso)
- 1990 - C.I.A. - In the Red (chitarra e voce)
- 1991 - Asphyxiation - Preaching Suicide (demo) (chitarra solista)
- 1992 - 13 - Demo #1 (Demo)
- 2000 - The Berzerker - Broken (EP) (basso nel brano Broken)
- 2000 - Total Fucking Destruction - Demo: Version 2.0 (demo)	(voce nel brano Chromatic Blackness)
- 2002 - Agoraphobic Nosebleed - Frozen Corpse Stuffed with Dope (voce e basso nel brano Hang the Pope)
- 2008 - Sigh - A Tribute to Venom (EP) (basso nel brano Countess Bathory (Venom cover)
- 2010 - Sarcous - Sacred Scars (voce nel brano Feast of the Vultures)
- 2011 - Downspell - The Violent Majority (voce nel brano 7.62morrow)
- 2011 - Beltane - Auld Toby
- 2012 - Autopsy - Born Undead (video) (basso nei brani da 1 a 36)
- 2016 - Ancalagon - Archaic Whipsers (EP) (voce nel brano Beneath the Cosmic Mire)
- 2019 - Tronos - Celestial Mechanics (basso)